# دختر گردباد
دختر گردباد (انگلیسی: The Whirlwind Girl; چینی: 旋风少女) یک مجموعهٔ تلویزیونی چینی سال ۲۰۱۵ بر پایه رمانی با همین نام به نویسندگی مینگ شیائوشی است. این مجموعه از ۷ ژوئیه تا ۲۶ اوت ۲۰۱۵ از هونان تلویژن پخش شد. در فصل دوم این مجموعه، بازیگر کره‌ای جی چانگ ووک ایفای نقش کرد.